# Nothocasis octobris
Nothocasis octobris là một loài bướm đêm trong họ Geometridae.